# Rudolf Schrader
Rudolf Schrader (* 17. Juni 1908 in Uehrde; † 1. April 1991 ebenda) war ein deutscher Landwirt und Politiker (CDU).

## Leben und Beruf
Schrader wurde als Sohn eines Landwirts geboren. Nach dem Abitur am Reformgymnasium in Braunschweig absolvierte er zunächst eine landwirtschaftliche Lehre in einem Großbetrieb in der Provinz Sachsen. Anschließend nahm er ein Studium an der Höheren Landbauschule Potsdam und der Humboldt-Universität zu Berlin auf, das er mit dem Examen als staatlich geprüfter Landwirt beendete. Danach arbeitete er mehrere Jahre in leitender Funktion in landwirtschaftlichen Betrieben in der Uckermark und Neumark. 1936 übernahm er die Leitung des väterlichen Betriebes in Uehrde. Am 27. Juni 1937 beantragte er die Aufnahme in die NSDAP und wurde rückwirkend zum 1. Mai desselben Jahres aufgenommen (Mitgliedsnummer 4.236.418). Von 1939 bis 1945 nahm er als Soldat am Zweiten Weltkrieg teil. Er wurde zunächst bei der Artillerie eingesetzt, war dann als Wirtschaftsführer tätig und wechselte schließlich zur Infanterie. Im Mai 1945 geriet er in sowjetische Gefangenschaft, aus der er im Herbst 1945 entlassen wurde.
Nach seiner Entlassung aus der Kriegsgefangenschaft setzte Schrader seine Tätigkeit als Landwirt fort. Er beteiligte sich am Aufbau landwirtschaftlicher Organisationen im Landkreis Wolfenbüttel und wurde Vorsitzender des Landvolkes in Niedersachsen. Außerdem war er Mitglied des Zuckermarktverbandes in Hannover, Aufsichtsratsvorsitzender der Aktien-Zuckerfabrik in Schöppenstedt und Aufsichtsratsmitglied der Norddeutschen Zuckerraffinerie in Frellstedt.

## Partei
Schrader war seit 1947 Mitglied der CDU.

## Abgeordneter
Schrader war Kreistagsmitglied des Kreises Wolfenbüttel. Dem Deutschen Bundestag gehörte er von 1953 bis 1957 an. Im Parlament vertrat er den Wahlkreis Wolfenbüttel – Goslar-Land.

## Öffentliche Ämter
Schrader amtierte seit 1948 als Bürgermeister der Gemeinde Uehrde.